# Wydmusy
Wydmusy – wieś sołecka w Polsce położona w województwie mazowieckim, w powiecie ostrołęckim, w gminie Myszyniec.
Przez miejscowość przebiega droga krajowa nr 53. Miejscowość dała nazwę nieistniejącemu już przystankowi kolei wąskotorowej Wydmusy (linia kolejowa Myszyniec – Grabowo Wąskotorowe).
Wieś o rozproszonej zabudowie leży 5 km na południowy wschód od Myszyńca. Na wschód przepływa rzeka Rozoga.

## Historia
W 1829 Wydmusy liczyły 59 domostw i 321 mieszkańców i obejmowały obszar 3152 mórg.
W latach 1921–1931 wieś leżała w województwie białostockim, w powiecie ostrołęckim, w gminie Wach (od 1931 w gminie Myszyniec).
Według Powszechnego Spisu Ludności z 1921 roku wieś zamieszkiwały 663 osoby w 112 budynkach mieszkalnych. Miejscowość należała do parafii rzymskokatolickiej w Myszyńcu. Podlegała pod Sąd Grodzki w Myszyńcu i Okręgowy w Łomży; właściwy urząd pocztowy mieścił się w Myszyńcu.
W wyniku agresji III Rzeszy na Polskę we wrześniu 1939 tereny byłej gminy znalazły się pod okupacją niemiecką i do wyzwolenia weszła w skład Landkreis Scharfenwiese, Regierungsbezirk Zichenau III Rzeszy.
W latach 1975–1998 miejscowość administracyjnie należała do województwa ostrołęckiego.

## Demografia
- 1829 – 321 mieszkańców[9]
- 1921 – 663 mieszkańców[10]
- 2011 – 746 mieszkańców[13]
- 2021 – 724 mieszkańców[2]

## Kultura
Wieś jest ośrodkiem sztuki ludowej – wycinanki kurpiowskiej. 

## Turystyka
Działalność prowadzą gospodarstwa agroturystyczne.

## Religia
Wierni Kościoła rzymskokatolickiego należą do parafii Trójcy Przenajświętszej w Myszyńcu.